# ロリ・シンガー
ロリ・シンガー（英語: Lori Singer, 1957年11月6日 - ）は、アメリカ合衆国の女優、チェリスト。
テキサス州コーパスクリスティ出身。ユダヤ系アメリカ人。父親は指揮者、母親はピアニスト。
幼少期からチェロを習い、13歳の時にオレゴン交響楽団でソロデビューした。ジュリアード音楽院に進学し、レナード・ローズに師事する。
1982年に女優デビューし、テレビドラマ『フェーム/青春の旅立ち』にレギュラー出演して注目される。1984年の映画『フットルース』ではケヴィン・ベーコンの相手役のヒロインを演じた。
兄は俳優のマーク・シンガー、従兄弟は映画監督のブライアン・シンガー。

## 主な出演作品
- ベッツィ&ジョディ/美女物語 Born Beautiful (1982) テレビ映画
- フェーム/青春の旅立ち Fame (1982-1983) テレビドラマ
- フットルース Footloose (1984)
- コードネームはファルコン The Falcon and the Snowman (1985)
- 赤い靴をはいた男の子 The Man with One Red Shoe (1985)
- トラブル・イン・マインド Trouble in Mind (1985)
- MADE IN USA Made in U.S.A. (1987)
- 真夏の情事 Summer Heat (1987)
- ワーロック Warlock (1989)
- 堕ちた恋人たちへ Equinox (1992)
- ハードラック Sunset Grill (1993)
- ショート・カッツ Short Cuts (1993)
- フリーライド F.T.W. (1994)
- VR5 THE SERIES VR.5 (1995-1997) テレビドラマ
- サラバンド（ヨーヨー・マ インスパイアド・バイ・バッハ No.4） Bach Cello Suite #4: Sarabande (1997)
- アイヒマンの後継者 ミルグラム博士の恐るべき告発 Experimenter (2015)